# Wilner Nazaire
Wilner Nazaire (ur. 30 marca 1950 w Port-au-Prince) – były haitański piłkarz grający na pozycji obrońcy.
Najlepszy okresem w karierze Nazaire była pierwsza połowa lat siedemdziesiątych. Dobra gra w Racingu Port-au-Prince oraz reprezentacji Haiti zaowocowała transferem do francuskiego US Valenciennes. W Valenciennes przez 3 sezony Nazaire rozegrał 18 spotkań po czym przeszedł do RC Fontainebleau, w którym rozegrał w latach 1976–1978 39 spotkań. Karierę kończył w małym klubiku Dampierre-Samoyeux.
W reprezentacji Haiti Wilner Nazaire grał przez prawie całe lata siedemdziesiąte i był jednym z głównych autorów największego jej sukcesu w postaci awansu do Mistrzostw Świata w 1974 w RFN. Na Mistrzostwach rozegrał wszystkie 3 spotkania, w tym z reprezentacją Polski, przegrane sromotnie przez Haiti 0–7. Wilner Nazaire uczestniczył również w eliminacjach do Mundialu w Argentynie, jednakże reprezentacja Haiti przegrała rywalizacje o awans z Meksykiem.